# Helena Torres Marques
Helena Torres Marques este un om politic portughez, membru al Parlamentului European în perioada 1999-2004 din partea Portugaliei. 
1. ↑  Adunarea Republicii
2. ↑  Deputații în Parlamentul European